# Corredor económico chino-pakistaní

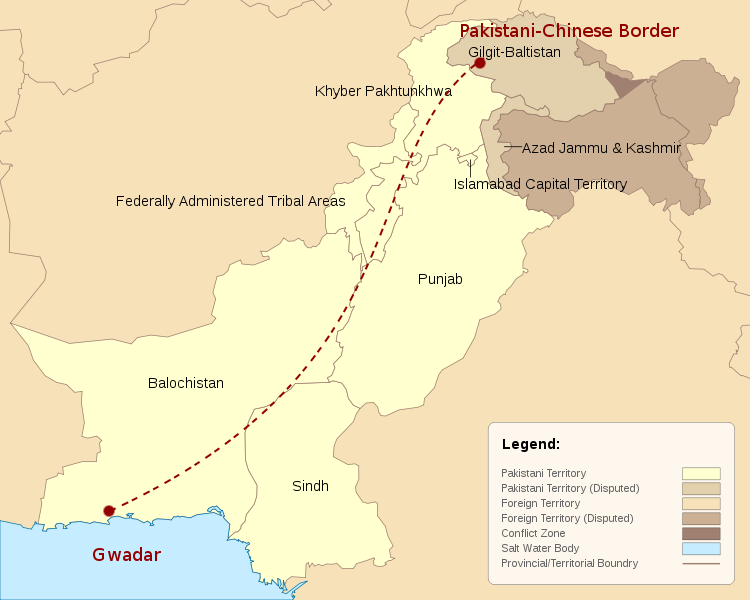
Uno de los ejes del CPEC, entre el puerto de Gwadar y la frontera con China (región de Gilgit-Baltistán)

El corredor económico chino-pakistaní (en chino, 中国-巴基斯坦经济走廊 Zhōngguó-bājīsītǎn jīngjì zǒuláng; en urdu, پاک چین اقتصادی راہداری pak chain iqtisadi raahdaari; conocido por sus siglas en inglés, CPEC) es un megaproyecto anunciado en abril de 2015 que busca conectar el puerto de Gwadar en el suroeste de Pakistán con la región autónoma de Xinjiang en el noroeste de China mediante una red de autopistas, vías ferroviarias y ductos petrolíferos. Este corredor económico es considerado la pieza central de las relaciones entre China y Pakistán y se extenderá a lo largo de 3 mil kilómetros desde el puerto de Gwadar hasta la ciudad de Kasgar. El costo de su construcción se estima en $46 mil millones de dólares. El corredor es parte de la iniciativa china de la ruta de la seda marítima del siglo XXI. De acuerdo al diario indio Firstpost: «Esta es la más grande inversión marítima de China anunciada hasta ahora y se espera que el corredor entre en funciones dentro de tres años y sea una pieza estratégica de la economía regional, que podría iniciar un largo proceso que convierta a Pakistán en una nación más rica y poderosa de lo que alguna vez ha sido».
El corredor proveerá a Pakistán de infraestructura de transporte, telecomunicaciones y energía, además de fomentar el intercambio intelectual con China. Ambas naciones esperan que la gran inversión fomente las relaciones bilaterales y transforme a Pakistán en una potencia económica regional.

## Historia
El proyecto fue inicialmente propuesto por el expresidente de Pakistán Asif Ali Zardari, el primer ministro chino Li Keqiang y el primer ministro paquistaní Nawaz Sharif el 22 de mayo de 2013 en Islamabad. El 27 de agosto del mismo año fue creada la secretaría del corredor económico chino-pakistaní. En febrero de 2014 el presidente de Pakistán, Mamnoon Hussain, visitó China para discutir los planes para el proyecto económico, dos meses después los primeros ministros de ambos países se reunieron para realizar la misma labor.
En noviembre de 2014 el gobierno chino anunció que financiaría a las empresas nacionales para invertir $45,6 mil millones de dólares en proyectos de infraestructura en Pakistán como parte del desarrollo del corredor económico.
El 20 de abril de 2015 Pakistán y China firmaron un acuerdo para iniciar las labores del corredor económico con una inversión de $46 mil millones de dólares, que equivale al 20% del PIB anual pakistaní, de los cuales $28 mil millones están destinados a los proyectos inmediatos y el resto a la construcción del gasoducto.

## Proyectos
Durante la visita de Xi Jinping, presidente de China, a Pakistán el 20 de abril de 2015 fueron firmados 51 memorándum de entendimiento amparando diversos proyectos relacionados al corredor, los cuales son:
| Proyecto                                                | Estado                                                                                     |
| ------------------------------------------------------- | ------------------------------------------------------------------------------------------ |
| Puerto de Gwadar                                        | Completado. China posee derechos de operación por 40 años a partir de 2015.                |
| Modernización de la línea férrea Karachi–Peshawar       | Estudio de viabilidad en curso.                                                            |
| Línea férrea de Khunjerab                               | Estudio de viabilidad en curso.                                                            |
| Autopista Karachi–Lahore                                | Aprobada. En construcción desde 2015.                                                      |
| Línea férrea Havelian-Khunjerab                         | Aprobada.                                                                                  |
| Autopista de Hazara (E35expressway)                     | En construcción. Se espera que esté concluida antes de 2017.                               |
| Oleoducto Irán-Pakistán                                 | En construcción. La parte iraní ya ha sido concluida.                                      |
| Autopista Gwadar-Ratodero                               | En construcción. Se espera que esté concluida en diciembre de 2015.                        |
| Fuerza de apoyo para el corredor económico.             | Completado. La división armada de las fuerzas de seguridad costó $250 millones de dólares. |
| Puerto seco de Havelian                                 | Estudio de viabilidad en curso.                                                            |
| Línea naranja del metro de Lahore                       | Aprobada.                                                                                  |
| Modernización del aeropuerto internacional de Gwadar    | Aprobada. Se espera que esté concluido antes de 2018.                                      |
| Laboratorio de biotecnología chino-pakistaní            | Aprobada.                                                                                  |
| Oleoducto Gwadar-Nawabshah                              | Aprobada.                                                                                  |
| Hidroeléctrica Suki Kinari                              | Aprobada.                                                                                  |
| Centrales termoeléctricas de carbón del puerto de Qasim | Aprobada.                                                                                  |
| Proyecto hidroeléctrico de Karot                        | Aprobada.                                                                                  |
| Proyecto de energía solar de Punjab                     | Aprobada.                                                                                  |
| Proyecto de energía eólica de Jhimpir                   | Aprobada.                                                                                  |
| Proyecto minero Thar Block II                           | Aprobada.                                                                                  |
| Central termoeléctrica de carbón Thar Block II          | Aprobada.                                                                                  |
| Desarrollo de proyectos hidroeléctricos privados        | Aprobada.                                                                                  |
| Proyecto de energía eólica de Dawood                    | Aprobada.                                                                                  |
| Central termoeléctrica de carbón de Hubco               | Aprobada.                                                                                  |
| Sistema de comunicación transfronterizo                 | Aprobada.                                                                                  |